# Basic Interoperable Scrambling System
El Basic Interoperable Scrambling System (o sistema interoperable básico de codificación), que por lo general se conoce como BISS, es un sistema de codificación de señales de satélite desarrollado por la Unión Europea de Radiodifusión y un consorcio de fabricantes de hardware.

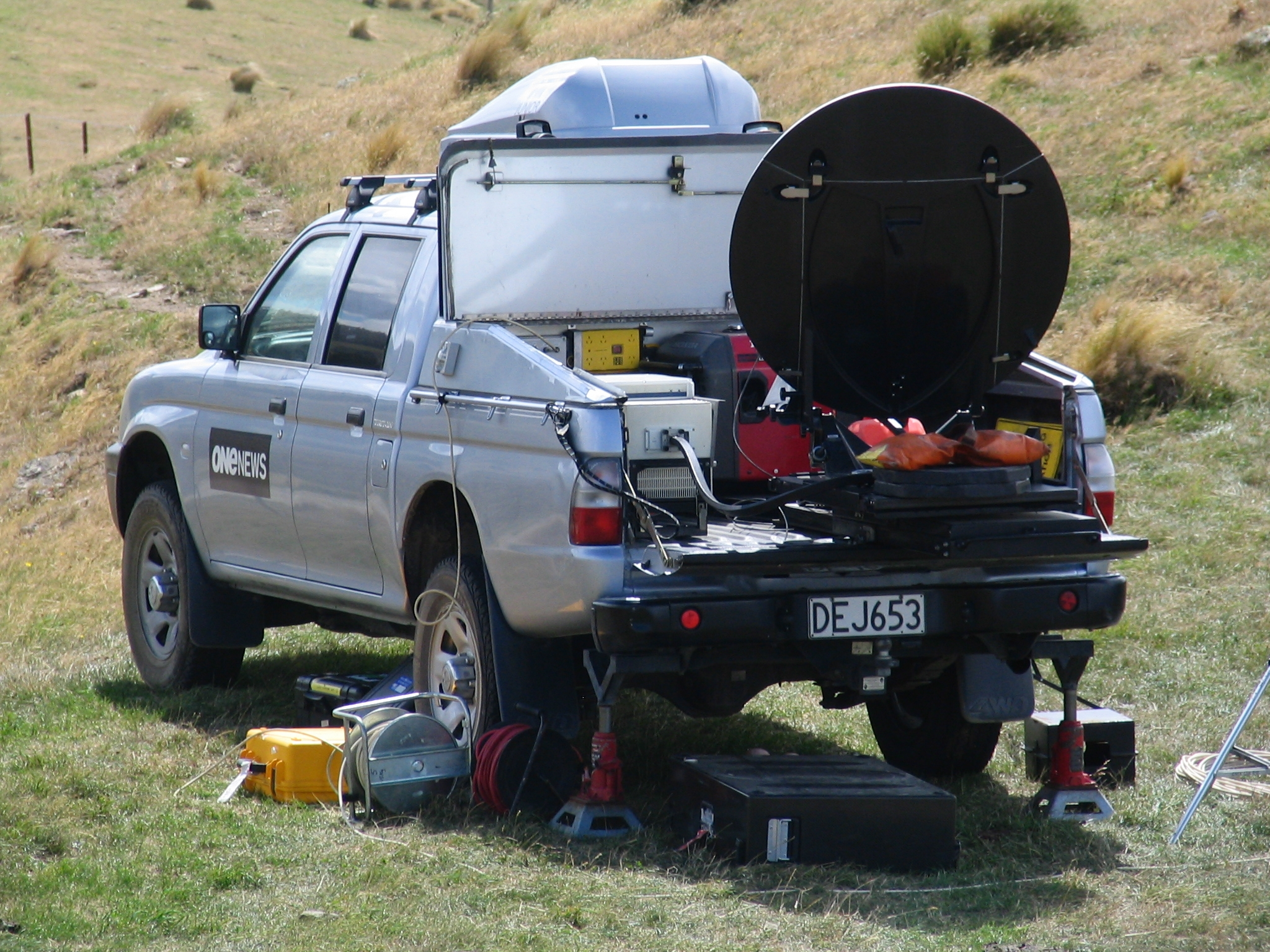
Equipo móvil para enviar noticias vía satélite usado por reporteros de noticias del canal TVNZ.

Antes de su desarrollo, enlaces satelitales de noticias "ad-hoc" o de "uso ocasional" se transmitían ya sea utilizando métodos propietarios de cifrado (por ejemplo, RAS o PowerVU), o sin ningún tipo de cifrado. Sin embargo, las señales de satélite sin cifrar le permiten a cualquiera con el equipo correcto poder ver el material de la programación.
Los métodos de cifrado propietarios eran determinadas por los fabricantes de los codificadores, y éstos ponían grandes limitaciones de compatibilidad en el tipo de receptor de satélite (IRD), que podían ser utilizados para cada enlace. Por eso, a finales de los '90s, la UER desarrolló BISS como un intento de crear un sistema de cifrado de "plataforma abierta", que podría ser utilizado en una amplia gama de fabricantes de equipos. Debido al amplio uso de DVB, utilizaba una parte de este, el algoritmo de cifrado común (CSA), para ello se basaba en su especificación y en el uso de claves fijas llamadas "Session Words" (SW).

## Modos de cifrado

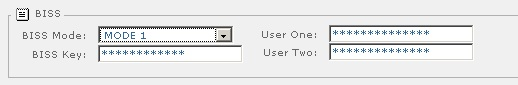
Campos para ingresar clave BISS en un receptor Ericsson RX8200

Existen principalmente tres modos de uso del cifrado BISS:
- el modo 0: corresponde a uso sin cifrado.
- BISS-1: las transmisiones están protegidos por una "clave de sesión" de 12 dígitos hexadecimales, que se acuerda entre el  transmisor y el receptor antes de la transmisión. La clave se introduce tanto en el codificador y decodificador, y así esta clave forma parte de la codificación de la señal de TV digital y cualquier receptor con soporte BISS con la llave correcta podrá descifrar la señal.
- BISS-E (Basic Interoperable Scrambling System with Encrypted keys): es una variante de la anterior, en la cual la clave utilizada está cifrada. Para ello, se utiliza un esquema de clave pública y clave privada como paso adicional. Esto permite que este esquema sea interoperable con el BISS-1.[2] Para que ocurra el paso adicional, en la cual el decodificador tiene almacenado una clave BISS secreta introducido por, por ejemplo un titular de derechos. Esta clave es desconocida para el usuario del decodificador. Al usuario se le envía un código hexadecimal de 16 dígitos, que se introduce como una "clave de sesión". Esta clave de sesión es matemáticamente combinada internamente para calcular las claves BISS-1 que puedan descifrar la señal. Sólo un decodificador con la clave BISS secreta  correcta será capaz de descifrar un enlace cifrado BISS-E. Esto proporciona al titular de derechos control en cuanto a exactamente qué decodificador puede ser usado para descifrar y decodificar un enlace específico. Cualquier enlace cifrado BISS-E tendrá sus correspondientes claves BISS-1 que lo desbloqueen.

BISS-E es, entre otros, utilizados por la UER para proteger a la Liga de Campeones de la UEFA y otros canales de alto perfil por satélite.[cita requerida]

## Elementos técnicos de DVB
Debido a que este sistema está diseñado para operar dentro de un sistema DVB, es necesario que en el esquema de transporte exista información. Para ello ocurren al menos los siguientes eventos:
- debe existir en el múltiplex una tabla de acceso condicional (CAT), tanto para BISS-1 como para BISS-E, pero la tabla debe estar vacía ya que no hay flujo de EMMs presentes.
- la variable que describe el CAS, llamada  CA-descriptor, tiene ciertos valores definidos, tales como el  CA-system-id  (0x2600) y el CA_PID.

## Ventajas
La ventaja de BISS-1 residen en que es un protocolo sencillo y fácil de implementar. Es adecuado para uso en enlaces que no son permanentes en el tiempo (tales como recolección de noticias, situaciones de emergencia, etc.)  y donde  por lo tanto ataques de fuerza bruta son menos probables. Comparado con BISS-1 el método BISS-E permite resolver un problema adicional: aún si la clave de sesión fuera conocida por alguien, no podrá tener la clave BISS-1 que permite acceder al contenido del stream, ya que está cifrada. 